# DVD

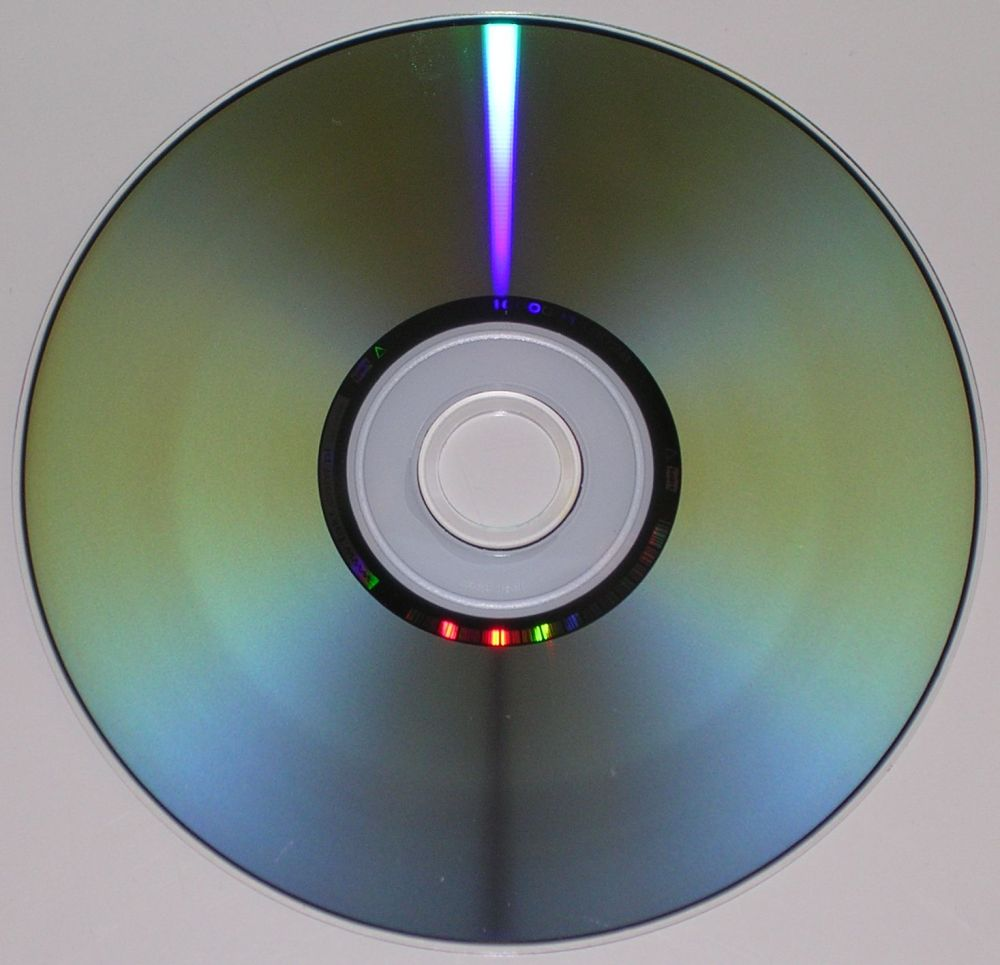
Un DVD vist des de sota

DVD, acrònim anglès de Digital Versatile Disc (Disc Versàtil Digital), és un suport àmpliament usat per a l'emmagatzematge òptic de dades digitals, normalment dades i vídeo. La majoria de DVD tenen la mateixa grandària que els CD-ROM, però poden emmagatzemar sis vegades més informació que el CD-ROM. L'especificació del DVD fou creat pel DVD Forum.
La major densitat d'informació que el CD-ROM és deguda a l'ús de pistes més fines, osques més petites, més superfície de dades i una correcció d'errors més eficient.
Existeixen DVD amb dades per les dues cares, on cada cara pot tenir una o dues capes de dades superposades. En aquest darrer cas la capa més externa és semitransparent de manera que el làser la pot travessar per accedir a la capa més interior (uns micròmetres més endins).
A l'hora de llegir (seqüencialment) els discos amb dues capes, el làser recorre primer la capa externa i després la interna. Depenent del mode de gravació emprat, la lectura pot ésser en la mateixa direcció en ambdues cares o en direccions oposades.
El DVD és especialment útil per a emmagatzemar vídeo o àudio, donada la seva gran capacitat. Existeixen diversos sistemes d'enregistrament, així com diferents nivells de compressió de les dades a guardar.

## Organismes oficials
Les normes i especificacions dels diferents formats de DVD les defineix i manté una associació de fabricants de maquinari i programari, i de creadors de continguts anomenada DVD Forum. Els seus membres fundadors eren deu (Hitachi, Matsushita Electric, Mitsubishi, Pioneer, Philips, Sony, Thomson, Time Warner, Toshiba i JVC) i avui el nombre de membres supera els 250. La primera especificació va ésser publicada al setembre de 1996 per aquesta associació (a llavors anomenada DVD Consortium).

## Història
A començament dels anys 90 dos estàndards d'emmagatzematge òptic d'alta densitat estaven desenvolupant-se; un era el Multimèdia Compact Disc (MMCD) donat suport per Philips i Sony, l'altre era el Super Density disc (SD), donat suport per Toshiba, Time-Warner, Matsushita Electric, Hitachi, Mitsubishi Electric, Pioneer, Thomson i JVC. El president d'IBM, Lou Gerstner va liderar els esforços per unificar els dos projectes sota un únic estàndard, en previsió que succeís altra costosa guerra entre formats com la que va ocórrer entre VHS i Betamax en els anys 80.
Philips i Sony van abandonar el seu format MMCD i van acordar amb Toshiba el Super Density disc (SD) amb dues modificacions. La modificació va ésser l'adopció del EFM Plus de Philips, creat per Kees Immink, que és un 6% menys eficient que el sistema de codificació de Toshiba, d'aquí que la capacitat sigui de 4,7 GB en lloc dels 5 GB del SD original. El gran avantatge de EFMPlus és la seva gran resistència als danys físics en el disc, com esgarrapades o petjades. El resultat va ésser l'especificació de la versió 1.5 del DVD, anunciada en 1995 i finalitzada al setembre de 1996. Al maig de 1997, el consorci DVD (DVD Consortium) va ésser reemplaçat pel fòrum DVD (DVD Forum), que estava obert a totes les altres companyies.

## Tipus de disc
Els discos de 12 cm són els més habituals, combinant diferents nombres de cares i capes hi ha els següents tipus pel que fa a la seva capacitat:
- El DVD5 conté una única capa de dades en una única cara i la seva capacitat és de 4,7 GB (4,3 GiB).
- El DVD9 conté dues capes de dades en una mateixa cara, la seva capacitat és de 8,5 GB (7,95 GiB). És el format més habitual en els DVD de vídeo.
- El DVD10 conté dues cares, cada una amb una capa, la seva capacitat és de 9,4 GB (8,75 GiB).
- El DVD18 conté dues cares, cada una amb dues capes, la seva capacitat és de 17 GB (15,9 GiB).

Els discos de 8 cm (de vegades, col·loquialment, anomenats mini DVD) són bastant menys habituals i segons la seva capacitat tenim:
- El DVD1 conté una única capa de dades en una única cara, i la seva capacitat és d'1,46 GB (1,36 GiB)
- El DVD2 conté dues capes de dades en una mateixa cara, la seva capacitat és de 2,66 GB (2,47 GiB)
- El DVD3 conté dues cares, cada una amb una capa, la seva capacitat és de 2,92 GB (2,72 GiB)
- El DVD4 conté dues cares, cada una amb dues capes, la seva capacitat és de 5,32 GB (4,95 GiB)

Quant al tipus de contingut, els formats comercials existents són DVD-Video, DVD-Audio i DVD-ROM.

### Altres capacitats
En el procés de crear formats escrivibles compatibles s'ha passat per alguns formats intermedis amb capacitats diferents:
- El DVD-R versió 1.0 té una capacitat de 3,95 GB (3,68 GiB)
- El DVD-RAM versió 1.0 d'una cara, una capa té una capacitat de 2,58 GB (2.40 GiB)
- El DVD-RAM versió 1.0 de doble cara, una capa per cara té una capacitat de 5,16 GB (4,80 GiB)

### Formats de disc gravables
Existeixen 5 formats de DVD gravables
- DVD-R: es pot gravar una vegada, sancionat pel DVD Forum
- DVD-RW: es pot gravar diverses vegades, sancionat pel DVD Forum
- DVD+R: es pot gravar una vegada, sancionat per la DVD+RW Alliance
- DVD+RW: es pot gravar diverses vegades, sancionat per la DVD+RW Alliance
- DVD-RAM: es pot gravar diverses vegades, és un format més semblant als discos extraibles i funciona com a tal en els ordinadors, sancionat pel DVD Forum

Inicialment tots ells no passaven de DVD5. Després van aparèixer els DVD+R DL i DVD-R DL (DL és l'acrònim de l'anglès Double Layer -doble capa-), amb capacitat DVD9.

### Codificació
El discs acostumen a portar un codi de protecció regional per indicar en quina zona s'han distribuït i en quin tipus de d'aparells reproductors es poden executar.

### Velocitat
La velocitat de transferència de dades d'una unitat de DVD està donada en múltiples de 1.350 kB/s, el que significa que una unitat de 16 × permet una transferència de dades de 16×1.350 = 21.600 kB/s (21.09 MB/s). Com que les velocitats de les unitats de CD es donen en múltiples de 150 kB/s, cada múltiple de velocitat en DVD equival a nou múltiples de velocitat en CD. En termes de rotació física (revolucions per minut), un múltiple de velocitat en DVD equival a tres múltiples de velocitat en CD, així que la superfície de disc llegida durant una rotació és tres vegades més gran per al DVD que per al CD, i la unitat de DVD 8× té la mateixa velocitat rotacional que la unitat de CD 24×.
Les primeres unitats lectores CD i DVD llegien dades a velocitat constant (Velocitat Lineal Constant, o CLV). Les dades al disc passaven sota el làser de lectura a velocitat constant. Com que la velocitat lineal (m/s) de la pista és tant major com més lluny estigui del centre del disc (de manera proporcional al radi), la velocitat rotacional del disc s'ajustava d'acord amb quina porció del disc s'estava llegint. Actualment, la major part d'unitats de CD i DVD tenen una velocitat de rotació constant (Velocitat Angular Constant, o CAV). La màxima velocitat de transferència de dades especificada per una certa unitat i disc s'assoleix només en els extrems del disc. Per tant, la velocitat mitjana de la unitat equival al 50-70% de la velocitat màxima per a la unitat i el disc. Tot i que això pot semblar un desavantatge, com unitats tenen un menor temps de recerca, ja que mai han de canviar la velocitat de rotació del disc.

## Gravació de doble capa
La gravació de doble capa permet als discs DVD-R i els DVD+RW emmagatzemar significativament més dades, fins a 8.5 Gigabytes per disc, comparat amb els 4.7 GB que permeten els discs d'una capa. Els DVD-R DL (dual layer) van ser desenvolupats per a DVD Forum per Pioneer Corporation mentre que els DVD+R DL van ser desenvolupats per al DVD+R Alliance per Philips y Mitsubishi Kagaku Media.

## Característiques físiques
- 120 mm o 80 mm de diàmetre
- 2 substrats de 0,6 mm de gruix cadascun
- osques mínimes de 0,4 micres
- longitud d'ona de làser de 635 a 650 nanòmetres i obertura numèrica de 0,60.

## Estat actual
El DVD està avui en dia convivint amb el suport per a l'emmagatzematge de vídeo d'alta definició com el Blu-ray (l'HD-DVD ja ha quedat descartat, i el guanyador de la primera batalla comercial dels sistemes de vídeo domèstic, el VHS (Video Home System), que està en regressió. Malgrat que no és compatible amb aquest últim, hi ha en el mercat reproductors domèstics que contenen en un sol aparell els dos sistemes.
En la versió del suport per a entorn informàtic, la unitat lectora de DVD està substituint al tradicional CD-ROM, ja que és capaç de llegir qualsevol tipus de CD-ROM.